# 四頂點定理
四頂點定理是微分幾何關於平面曲線的整體性質的定理。這定理指出，一條簡單閉曲線的曲率函數，如果不是常值，便有至少四個局部極值。更確切地說，這函數有至少兩個局部極大值和兩個局部極小值。
1909年斯亞馬達斯·穆科帕迪亞亞最先證明這定理對凸曲線（即有嚴格正曲率）成立。他的證明用到了以下結果：曲線上一點的曲率是極值，當且僅當在該點的密切圓與曲線有4點切觸。（密切圓與曲線一般只有3點切觸。）1912年阿道夫·克內澤爾證明了定理在一般情況成立。
四頂點定理的逆定理指，在圓上定義任意連續實值函數，使得有兩個局部極大值和兩個局部極小值，那麼這函數是一條簡單平面閉曲線的曲率函數。1971年赫爾曼·格盧克證出嚴格正函數的情形。他證明在n維球面預先定義曲率的更一般定理，以上結果是其特例。比約恩·達爾貝里在他1998年1月去世前不久，證明逆定理的完整版本。他的證法用到卷繞數，類似代數基本定理的拓撲證明。
這定理的一個推論是，任何在平面上滾動受重力作用的均勻板，都有至少四個平衡點。它的三維推廣並不容易，實際上，存在少於四個平衡點的三維凸均勻體，見Gömböc。